# Pavel Čmovš
Pavel Čmovš (* 29. Juni 1990 in Pilsen) ist ein tschechischer Fußballspieler.

## Karriere
In seiner Heimat Tschechien spielte Čmovš für die Jugendmannschaften der Viktoria Pilsen und Slavia Prag, bevor er im Sommer 2010 beim NEC Nijmegen unterschrieb. Er wurde sofort an den Eerste-Divisie-Verein BV Veendam verliehen. Sein Debüt für die U21-Auswahl der Tschechischen Republik gab er im Jahr 2011. Im Januar 2014 wechselte er zum bulgarischen Erstligisten Lewski Sofia. Dort kam er in der Rückrunde 2014/15 auf acht Einsätze. Im Sommer 2014 verließ er den Klub zu Mumbai City FC in die neu gegründete indische Super League. Nach Saisonende wechselte er zu Rapid Bukarest nach Rumänien. Mit Rapid musste er nach der Spielzeit 2014/15 ebenfalls absteigen. Čmovš kehrte nach Mumbai zurück. Dort war er in der Saison 2015 Stammkraft, verpasste mit seiner Mannschaft aber die Play-offs. Anfang 2016 kehrte er nach Tschechien zurück, wo er sich für zwei Spielzeiten dem FK Mladá Boleslav anschloss. Dort gewann er mit dem Pokalsieg 2016 seinen ersten und einzigen Titel. Nach weiteren zwei Jahren, diesmal beim FK Teplice, ging Čmovš zum Abschluss der Karriere für ein knappes Jahr nach Zypern und für ein halbes in die Slowakei.

## Erfolge
- Tschechischer Pokalsieger: 2016